# ワープ
ワープ（ 英語: warp）は、空想科学小説及び映画など、サイエンス・フィクション(SF)を題材にしたドラマ等で使用される、短時間で遠距離を移動する技術（または超光速航法）の名称。「歪める」の意。

## 概要
小説やテレビドラマなどの物語において深宇宙を舞台とするSF冒険譚や戦記は珍しくないが、その際最も作家の頭を悩ませる項目のひとつが恒星間の移動手段である。
「星々を旅する」というテーマに対して現実の宇宙は絶望的に広大で、「地球から最も近い恒星プロキシマ・ケンタウリへの旅」であったとしてもおよそ4.2光年もの距離があるため移動するだけで数十～数百年を要し、物語が成立しない。そこで「ワープ」という架空の科学技術を設定し、「短時間で遠い星・別の世界へ行くことができたら」という仮定をもとに物語を組むのは必然的な手法である。人気が出たSFドラマでは厳密な設定が追加されることが多く、そこから派生してワープが物語展開の基軸ともなる場合もある。

### 発音
英語の発音としては「戦争」の「ウォー」と同じで、カタカナでは「ウォープ」とするのが近いが、日本では初期のSFで「ワープ」と書かれたうえ、『スタートレック（宇宙大作戦）』の吹き替えでも「ワープ」という発音だったため、一般にも広く「ワープ」で定着した。

## ワープの方式の違い
多くのSF作品が存在する21世紀の現在では、様々な作品で様々なワープ方式が採用されている。「光速より早く移動する方法（超光速航法 = FTL/Faster Than Light 航法）」と「空間的距離を無視して途中の空間に存在する事無く移動する方法（瞬間移動（テレポーテーション））」は原理が異なるが、作品によってはどちらも「ワープ」という用語で表されている（作品によってはワープと同じ技術を「ワープ」以外の言葉で表す作品もある）。
大別するとワープの方式は下記の2種に分類される（詳細は#フィクションにおけるワープの分類を参照）。
1. 超空間等を通過することで離れた2点間を短時間で移動する。
2. 光速を超えたスピードで直線移動することで離れた場所に短時間で移動する。

現実の日常生活において、地図に載っていない秘密の抜け道を通って早く目的地に着いたことを「ワープしてきた」という台詞で表現した場合は上記1の用例。「ワープスピードで作業して（オペレーション・ワープ・スピード）」という台詞は上記2の用例である（作業の中間部分を省けという意味ではなく、単に高速で作業しろという意味）。上記2の用例は英語圏で多く見られる。

## ワープの登場と認知
英語圏
- 1880年に発表されたチャールズ・ハワード・ヒントンの論文「第4の次元とは何か」では、「平面上の離れた2点は、平面を曲げれば隣合った2点になる」という概念がすでに語られている[1]。
- 1915年に執筆されたエドワード・E・スミスの小説『宇宙のスカイラーク』シリーズでは、相対性理論をふまえたうえで超光速航行を可能にする技術を実現させ、実際に遙か遠方の宇宙までの航行を描いている。
- 1934年に連載されたジャック・ウィリアムスンの小説『宇宙軍団 (The Legion of Space)』内では、宇宙船が光速を超える加速を行う際の用語として「ワープ（warp）」という言葉が登場する。ただし「空間を歪ませる」という意味で「warped it」という言葉を使っているのみである[2]（航法名としても登場するかどうかは未確認）。
- 1936年に掲載されたジャック・ウィリアムスンの小説『The Cometeers』内で、超光速宇宙旅行の文脈で「space warp」を含む文章（「by a direct reaction against the space warp itself.」）が記された。[3]。
- 1936年に発表されたNat Schachnerの小説『Redmask of the Outlands』で「Space Warp」という用語が使われた[4]（宇宙旅行の文脈ではない）。
- 1941年にSF雑誌『Cosmic Stories』に掲載された小説内で「宇宙旅行」の文脈上で「warp」という用語が使われた。
- 1949年に発表されたフレドリック・ブラウンの小説『発狂した宇宙』に「Spacewarp Drive」という用語が登場[4]。
- 1966年にアメリカで放映が開始されテレビドラマ『スタートレック』内にて、光速を超えた航行をする際に「ワープ1」「ワープ2」等の命令を発することや、宇宙船エンタープライズ号に 「ワープドライブ（Warp drive）」が搭載されていることで、「ワープ」という言葉が一般家庭にも広く知られるようになった。

日本
- 20世紀前半から、海外SF小説の翻訳等により概念と用語は流入していた。
- 1950年代から、海外SF小説の翻訳、日本のSF小説等で、「宇宙の航法」「瞬間移動」等の意味で「ワープ」という用語も使用されていた。
- 1968年2月に、藤子不二雄の連載漫画『21エモン』（藤本単独作）内にて「ワープ航法」という用語とともに、紙に描いた2点を紙を曲げてくっつけることで「ワープ航法」について説明する場面や、実際にワープ航法が行われる様子が描かれた。漫画が掲載された『週刊少年サンデー』が当時、子供から大人まで広く読まれる雑誌だったことを考えると、この時点でSFマニア以外の一般層にも触れる機会がある用語だったことになる。
- 1969年から、アメリカのテレビドラマ『スタートレック』が『宇宙大作戦』のタイトルで日本でも繰り返し放送され、「ワープ」という用語が一般家庭でも広く知られるようになった。
- 1974年にテレビアニメ『宇宙戦艦ヤマト』がヒットしたことにより、「ワープ」の認知度はさらに高まった。

『アルクビエレ・ドライブ』の「ワープドライブ」の表現。

## 物理理論
（この節の記述は超光速航法とも重なる）
力学や相対論において、実数や要素が実数であるベクトルで表される質量や速度を負にしたり、複素数にしたりすることによって、数式上は既存の物理理論と整合性を保ったまま、光速を越えることが可能であることが理論的には示される。もっとも「負の質量」や「複素数の速度」を持った物質（エキゾチック物質と総称される。具体的にはタキオンなどのこと）の存在を検証する方法は分かっていない。また単純に、光速を越えることを考えると因果律に反したことが起こるように見える。

### アルクビエレ・ドライブ
負の質量によるアインシュタイン方程式の解の例。艦の進行方向後ろに小規模なビッグバンを生成し、前方には小規模なビッグクランチを生じさせる。

## フィクションにおけるワープの分類
（以下の記述は、いずれも学術的なものではない。また多くの作品における本来の設定からの「解釈」が含まれている）

### 時空間歪曲型
宇宙空間内のある点AからBへ移動する際に、いったん通常の宇宙空間の「外」へ飛び出して空間的距離を無視して移動する方式のワープ航法。
この原理はしばしば、1枚の紙の上の離れた場所に書かれたAとBの2点を、紙を曲げることでくっつけるという例えで説明される。2次元の紙を実際の宇宙空間と見立てると、実際の距離は紙上の距離だが、3次元的視点に立てばAとBをくっつけることで紙上の経路を無視して短時間で移動できる。3次元の宇宙空間においても、4次元的な視点に立っていったん通常の宇宙空間から「外」に飛び出せばずっと短い距離で到達できるというわけである。
日本においては、この方式のワープは1968年2月に藤子不二雄の漫画『21エモン』（藤本単独作）で描かれている。「超特急ロケット」の回（『週刊少年サンデー』同年8号）にて、ロケットのメイドが21エモンに対し、上記の紙を曲げる実演をして「ワープ航法」について説明する場面がある。『21エモン』では、ワープが開始されるといったん窓の外の星々が徐々に消えていき超空間に入り、しばらく後に超空間を抜けて窓の外の星々が戻ることでワープが終了する。
1974年10月に放送が開始されたテレビアニメ『宇宙戦艦ヤマト』においては、宇宙空間が初めから4次元的に“曲がっている”ことを利用して近道をしている。ただし、作品によっては紙を折り曲げるように宇宙空間そのものを歪曲（これがワープの語源である）させて現在位置と目的地を4次元的に近づけることになっているものもある。空間を折り曲げたり突き抜けたりする理論的根拠としては、アインシュタインの唱えた一般相対性理論や量子力学のトンネル効果などが作品中で言及されている。
『宇宙戦艦ヤマト』でのワープは、出口となる場所にデブリがあった場合、宇宙船に致命的なダメージを与えてしまうために1回のジャンプに対し厳密な測定と計算が必要になるものの、目的地に到達するまでに要する時間が短く、このワープを繰り返すことでヤマトは148,000光年彼方の惑星イスカンダルまで半年程度で到達している。
なお、同種の方式において空間の歪みを利用しない瞬間移動型のものを「リープ航法」「ジャンプ航法」（いずれも「跳躍航法」の意）、高次元空間（ハイパースペース）からショートカットするものを「ハイパー航法」と区別することもある。ジャンプ航法はロバート・A・ハインラインの Starman Jones（1953年）におけるHorst Transitionが初出であり、三次元空間の距離を無視するハイパー航法はジョン・W・キャンベルのIslands of Space（1931年）で最初にアイデアが小説化された。
藤子不二雄の『ドラえもん』（藤本単独作）においては、1980年に執筆された大長編『のび太の宇宙開拓史』にて、コーヤコーヤ星のロップルの宇宙船がこのタイプのワープで移動中に事故に遭う設定である（超空間の作用により宇宙船内のドアとのび太の部屋がつながるというストーリー）。

宇宙船の景色イメージ（gif動画）

### 超光速直進型
宇宙空間を光速以上の速度で直線移動する航法。
『スタートレック』シリーズで亜空間推進型（後述）と呼ばれる方式。

### 並行宇宙型
一時的に時空の異なる別の並行宇宙へ移動し、また元の宇宙空間へ戻る方式。
『スタートレック』シリーズでのこの方式の詳細は#並行宇宙型_2を参照。

### ワームホール型
宇宙空間に存在する空間の虫食い穴「量子特異点」を利用することで、はるかに離れた場所に一瞬で移動する超光速移動。単純に言えばブラックホールに突入しホワイトホールから出るといったものである。ただしSF作品においては安定性など何らかの問題があるように描かれることが多い。
『スタートレック』シリーズでのこの方式の詳細は#ワームホール型_2を参照。

## 『スタートレック』でのワープ
以下は、ドラマ・映画『スタートレック』内での設定である。

### 亜空間推進型
『スタートレック』シリーズで一般的に用いられるワープドライブは、宇宙空間を光速以上の速度で直線移動する方式（前述の超光速直進型）である。前述のアルクビエレ・ドライブの方法とは異なり、「繭」の様な亜空間に船体が覆われる形となる。
作中においては、ワープドライブ技術は、アメリカのモンタナ州でゼフレム・コクレーン博士により2063年に発明され、偶然それを目撃した異星人とファーストコンタクトが行われたという経緯が劇場版8作「ファーストコンタクト」にて描かれている。
最初のシリーズ『宇宙大作戦(TOS)』においては「光より速く移動する技術」「ワープ1、ワープ2と加速していく」というだけで詳しいSF設定はほぼなく、1987年開始の『新スタートレック(TNG)』以降に詳細なSF設定が構成された。なおワープ速度の単位として「ワープファクター（ワープ係数）」という単語が使われるが、作品世界の23世紀以前と24世紀以降では定義（設定）が異なるので別途説明する。

#### 概要
相対性理論によると、この宇宙空間においてあらゆる物体は光速を超えるスピードを出すことができない。もし加速を続けた場合、その物体の質量は速度が光速に近づくほど無限大に向かって増え続け、さらに光速度不変の法則により「時間の遅れ」といった奇妙な現象が発生してしまう。
そこで『スタートレック』劇中では「亜空間(Subspace)」という架空の”場”（電磁場のようなもの）を設定している。亜空間の場の内部では物質の質量は逆に小さくなり、相対性理論が通用しなくなるというものである。
亜空間(Subspace)は宇宙空間(Space)と表裏一体の関係であり、通常は亜空間が表に出ることはなく認知することができないものの、何らかの原因で「亜空間の場（亜空間フィールド）」が自然にも発生し存在する場合もある。さらに亜空間フィールドは亜空間コイル（ワープコイル）という装置にプラズマを注入することで人工的に発生させることができる。加えて亜空間フィールドを1コクレーンのパワーで非対称な泡状に展開すると内部の船はワープ1（光速と等倍速度）の速度で推進する。この「推進型に展開した亜空間フィールドバブル」を「ワープフィールド」と呼ぶ。ちなみに非推進型に展開したバブルは「ワープシェル」と呼ばれる(TNG177話「永遠への旅」)。
宇宙艦のワープナセル（内部にワープコイルが並べられた宇宙艦の翼）から発生したワープフィールドは艦を包み込み、その非対称な形の亜空間の泡は、進行方向に制御可能な微小人工ビッグクランチ（船体前方空間の収縮）、一方、後方でも制御可能な微小人工ビッグバン（船体後方空間の膨張）を発生させることで（川面後方に投石されたボトルシップの如く）推進力を得て光速を突破する。
なお、この際にワープフィールドが宇宙空間を歪ませ（warp/歪む）ながら推進するため「ワープドライブ」という名がついた。
『スタートレック』のワープ中の演出は非常にシンプルである。『宇宙大作戦』では通常速度でもワープ中でも宇宙艦の背景の宇宙空間に変化はない。1987年開始のテレビシリーズ『新スタートレック』から2001年開始の『スタートレック:エンタープライズ』、さらにTNGの演出に忠実な『スタートレック：ローワーデッキ』では宇宙艦の周囲の宇宙塵や星が針状に変形して後方へ流れていく表現となっている。リブート版初代エンタープライズが登場する劇場版第11〜12作では超空間トンネルを通っているような演出となっているが、つづく第13作と2017年開始のテレビシリーズ『スタートレック:ディスカバリー』、2020年開始の『スタートレック：ピカード』においては船体周囲の宇宙空間を歪ませながら高速移動する表現となっている。ただし『スタートレック：ピカード』最終話においてはTNGへのオマージュからワープ表現はTNG式に戻っている。
「亜空間」という単語は「亜空間通信」、「亜空間兵器」、「亜空間圧縮現象」などスタートレック劇中で頻繁に登場するため、「亜空間＝超光速、宇宙空間と表裏一体、内部では物質が縮む」ということを知っていれば、より深くドラマを楽しむことができる。

#### 24世紀以降の作品における設定
以下の設定は24世紀が舞台となっている『スタートレック』シリーズ（『新スタートレック』『スタートレック:ディープ・スペース・ナイン』『スタートレック:ヴォイジャー』『スタートレック：ローワーデッキ』『スタートレック：ピカード』『スタートレック：プロディジー』）に適用されるものである。
ワープ係数は宇宙艦が張り出すワープフィールドの枚数によって、その速度が10/3乗ずつ加速していくことから用いられる。ただしワープフィールドは同時に9枚までしか張ることができず、ワープ10は「あらゆる場所に同時に存在する無限大の速度」として不可能領域となっている。強引にワープ10に達した場合、無限の速度を経験した者の肉体は異形の姿になってしまうことが判明している(VOY31話「限界速度ワープ10」)。
定義からワープスピードVは、光速をc、ワープフィールドの枚数（ワープ係数）をnとすると、
V = c × n10/3 
で計算できる。
- ワープ1（光速の1倍）
- ワープ2（光速の約10倍）
- ワープ3（光速の約39倍）
- ワープ4（光速の約102倍）
- ワープ5（光速の約214倍）/ヘカラス条約による上限速度
- ワープ6（光速の約392倍）
- ワープ7（光速の約656倍）
- ワープ8（光速の1024倍）/ 810/3 =  2310/3  = 210 = 1024
- ワープ9（光速の約1516倍）/ワープフィールド9枚での速度。ここまではワープ係数の(10/3)乗で定義されている。
- ワープ9.2（光速の1649倍）/ここから、ワープフィールド以外の方法も用いる為にワープ係数の(10/3)乗とは一致しない。
- ワープ9.6（光速の1909倍）/U.S.S.エンタープライズNCC-1701-Dの最高速度
- ワープ9.9（光速の3053倍）
- ワープ9.975（光速の5754倍）/U.S.S.ヴォイジャーNCC-74656の最高速度
- ワープ9.982　　　　　　　　/U.S.S.ディファイアントの到達最高速度
- ワープ9.99（光速の7912倍）/U.S.S.プロメテウスNX-59650、U.S.S.タイタンNCC-80102-A最高速度
- ワープ9.9997（光速の198696倍）/亜空間通信速度
- ワープ9.9999（光速の199516倍）/亜空間通信速度（ブースターリレー使用時）
- ワープ10（∞）/無限の速度

なおワープフィールドを多重に張れば張るほど艦のスピードは上がるが、同時にワープコア（ワープエンジン）の負担も指数関数的に増加していく。また係数の小数点以下の数字が大きくなればなるほど同様にエンジン負担は大きくなるため、ワープ1.9での航行よりワープ2での航行のほうがパワー消費は少ない。
24世紀後期でよく用いられる巡航ワープ速度は、惑星連邦艦で通常時にワープ5〜6程度、緊急時にワープ9といった運用がされる。最高速度に関しては、ジャン=リュック・ピカード艦長のU.S.S.エンタープライズNCC-1701-Dはワープ9.6の速度を12時間、惑星連邦最速船のひとつキャスリン・ジェインウェイ艦長のU.S.S.ヴォイジャーNCC-74656はワープ9.975の速度を12時間維持できる。2401年、25世紀となった宇宙艦隊のU.S.S.タイタンNCC-80102-Aはワープ9.99もの速度で巡行することができた。
また『スタートレック』世界のワープは足が遅いことでも知られ、標準的な巡航速度のワープ6では速度を維持し続けたとしても1年間で392光年しか進むことはできない。50光年の距離の移動に要する時間は、フルインパルス（通常エンジン推力全開）で200年、ワープ6で47日、ワープ9でも12日の旅となる。この速度では、直径10万光年の銀河系（天の川銀河）を旅するどころか、8000光年四方の統治範囲を持つ惑星連邦内の移動にも不十分な速度である。そのため劇中ではワープを遥かに凌駕する速度を実現する夢の技術「トランスワープドライブ」の研究や実験がされる場面を23世からよく目にするが、惑星連邦では25世紀初頭となってもいまだ実現していない。
スタートレック第4のテレビシリーズ『スタートレック:ヴォイジャー』ではこの足が遅い設定を逆手に取り、U.S.S.ヴォイジャーNCC-74656が超常的なパワーで突如、地球から75000光年の彼方の銀河の反対側へ飛ばされ、地球まで70年以上かかる道のりを旅するというロードムービーストーリーとなっている。

#### 23世紀までの作品における設定
22世紀と23世紀を舞台にしているシリーズ（『スタートレック:エンタープライズ』『スタートレック:ディスカバリー』『スタートレック：ストレンジニューワールド』『宇宙大作戦』）のワープファクターは24世紀式と異なり、ワープスピードは係数の3乗ずつ増加していくというシンプルなものとなっている。これは「旧ワープファクター」と呼ばれており、この場合ワープ10を超える係数が登場する。
定義からワープスピードVは、光速をc、ワープ係数をnとすると、
V = c × n3 
で計算できる。
- 旧ワープ1（光速の1倍）
- 旧ワープ2（光速の8倍）
- 旧ワープ3（光速の27倍）
- 旧ワープ4（光速の64倍）
- 旧ワープ5（光速の125倍）/エンタープライズNX-01の最高速度
- 旧ワープ6（光速の216倍）/U.S.S.エンタープライズNCC-1701の最大巡航速度
- 旧ワープ7（光速の343倍）/劇場版第一作目に登場する謎の航行物体『ヴィジャー』の航行速度
- 旧ワープ8（光速の512倍）/U.S.S.エンタープライズNCC-1701の最大戦闘速度
- 旧ワープ9（光速の729倍）/U.S.S.エンタープライズNCC-1701のエンジン非常出力速度
- 旧ワープ10（光速の1000倍）
- 旧ワープ14（光速の2744倍）/U.S.S.エンタープライズNCC-1701-Bの最大戦闘速度
- 旧ワープ14.1（光速の2803倍）/U.S.S.エンタープライズNCC-1701が到達した最高速度（下記も参照されたい。）

カーク船長のU.S.S.エンタープライズNCC-1701はTOS69話「無人惑星の謎」で、エンジンのオーバーロードによる過加速で最終的にワープ14.1の速度に達したが、これは24世紀式だとおよそワープ9.7となり、USSヴォイジャーNCC-74656の最高速度ワープ9.975は旧ファクターではおよそワープ18ということになる。

### トランスワープ
スタートレックでは、上記の亜空間推進型ワープ以上のスピードで宇宙空間を移動する技術を総じて「トランスワープ」と呼ぶ。非常に困難な技術で、主人公らの所属する惑星連邦をはるかに凌駕する科学力の象徴となっている。『スタートレック：ディスカバリー』を除いて、主人公がトランスワープを利用する場面は限られている。
劇中でトランスワープを恒常的に利用する代表的な種族は、惑星連邦と敵対するボーグ集合体で、トランスワープチューブという亜空間トンネルを設置して光速の数万～数十万倍の速度で移動する。それ以外ではシカリス(VOY10話「転送・4万光年」)、ヴォス(VOY65話「遠隔起源説」)、アートゥリスの種族(VOY94話「裏切られたメッセージ」)等がいる。

### 並行宇宙型
『スタートレック：ディスカバリー』において、U.S.S.ディスカバリーNCC-1031は「活性マイセリウム胞子転移ドライブ」という実験的なトランスワープ技術を搭載する。これはきのこの菌糸のように天の川銀河全域に根を張る宇宙植物マイセリウムのネットワーク空間に一瞬船を沈ませて目的地へジャンプする技術で、ディスカバリーは数kmの至近域から数万光年の彼方まで距離を選ばず一瞬で移動ができる。しかしながら資材と設計図さえあればどこでも製作可能な通常のワープドライブ機関と比較して圧倒的に生産・搭載柔軟性に欠け、全艦隊に装備可能な技術とは言い難い。23世紀中ごろに実験的ながらも実用化させた技術であったが、ディスカバリーの消失とともにその存在を抹消・破棄される。

### ワームホール型
『スタートレック』シリーズにおいては、『新スタートレック』56話、『スタートレック：ヴォイジャー』47話にバーザン・ワームホールが登場するが、バーザン星付近の入り口は固定であるにもかかわらず出口の場所は数万光年単位で一定せず、利用価値は見いだせなかった。デルタ宇宙域深部で同ワームホールの出口のひとつを発見したU.S.S.ヴォイジャーは惑星連邦への帰還に利用できないかと画策するものの失敗に終わった。
『スタートレック:ディープ・スペース・ナイン』では1話からベイジョー・ワームホールが登場する。主人公のベンジャミン・シスコ中佐指揮の宇宙ステーション「ディープ・スペース・ナイン/DS9」のごく近くに発見されたこのワームホールは、宇宙艦を惑星連邦領域のアルファ宇宙域から数万光年離れたガンマ宇宙域まで一瞬で移動させる力を持ち、しかも極めて安定している特別なワームホールであった。ワームホール近くに母星を構えるベイジョー人は古代からこのワームホールを「聖なる神殿」とし、その中に棲む超生命体の「預言者」を信仰して独自の宗教文化を確立している。ただしこのワームホールはその有用性から、ガンマ宇宙域の危険な種族ドミニオンの侵攻やアルファ宇宙域の好戦的種族カーデシア人らとの長い紛争を招くことになる。
『スタートレック:ヴォイジャー』においては、地球から75000光年彼方のデルタ宇宙域深部に漂流してしまったU.S.S.ヴォイジャーNCC-74656が、帰還を早めるために常にワームホールを探し続けた。VOY7話「ワームホールの崩壊」では地球の属する惑星連邦の隣国のロミュラン帝国に通じる直径30cmの微小サイズのワームホールを発見し、転送機での帰還を試みたが、そのワームホールの先は20年前の世界であることが発覚し利用はできなかった。95話「暗黒の汚染空間」では2000光年に渡って星がひとつもない暗黒領域内にて、その領域を一気に飛び越える「渦」を発見し、その利用に成功した。130話「遥か彼方からの声」では、地球の宇宙艦隊技術部のレジナルド・バークレー大尉が、定期的に巡回してくるパルサーにタキオンビームを照射することでマイクロワームホールを一時的に作り出し、それを利用して35000光年離れた位置にいるヴォイジャーへの定期的な通信手段を確立した。

## 関連作品
- 宇宙大作戦、スタートレック（ワープ）
- スター・ウォーズシリーズ（ハイパードライブ）
- 宇宙戦艦ヤマト（ワープ航法）
- 宇宙の騎士テッカマン（リープ航法）
- 太陽の牙ダグラム（ワームホール航法）
- 伝説巨神イデオン（亜空間飛行/DS（デス）ドライブ）
- トップをねらえ!（次元波動超弦励起縮退半径跳躍重力波超光速航法）
- To LOVEる -とらぶる-（ぴょんぴょんワープくん）
- マクロスシリーズ（フォールド航法）
- 天地無用!（BJ航法）
- 機動戦艦ナデシコ（ボソンジャンプ）
- クラッシャージョウ（ワープ航法、小説版にはワームホールの概念も登場する）
- コスモス・エンド（パルスワープ）
- ロスト・ユニバース（フェイズ・ドライブ）
- スカーレット・ウィザード（門<ゲート>、ショウ機関(ドライブ)）
- 勇者王ガオガイガー（ESウインドウ、ギャレオリア彗星）
- 真ゲッターロボ 世界最後の日（ゲッター線を収束させることによるワームホール）
- 機甲界ガリアン（跳空間転移基「鉄の塔」による「ハイジャンプ」）
- ミニスカ宇宙海賊（超光速跳躍）
- ドラえもんの『のび太の宇宙開拓史』でドラえもんとロップルがワープ航法の話をして、のび太が理解できず、ドラえもんは「どこでもドアのようなもの」だと説明していた。藤子不二雄の藤本作品では他に『キテレツ大百科』でもワープ航法に関する説明がある。
- キャサリン・アサロのスコーリア戦史の設定にある超光速航法[5]（複素数の速度による特殊相対性理論の解）
- 銀河英雄伝説（ワープ航法、小説では跳躍航法に「ワープ」のルビを振っている表記もある）
- 無責任艦長タイラー（超光速航法/ハイパー・コクーン）
- 星方武侠アウトロースター（サブイーサドライブ）
- カウボーイビバップ（位相差空間ゲート）
- 星界の紋章/星界の戦旗（平面宇宙航法）
- ギャラクシーエンジェル（クロノ・ドライヴ）
- スターシップ・オペレーターズ（コヒーレント重力波駆動）
- シドニアの騎士（亜光速航行）